# Горы дымят (повесть)
Горы дымят (польск. «Góry dymią») — повесть Ярослава Галана, написанная в 1938 на польском языке и опубликована отдельным изданием 1939 во львовском частном издательстве «Myśl» под псевдонимом Мирон Яро (Miron Jaro).
Повесть написана в селе Нижний Березов.

## Сюжет
События повести происходят в 1920-х годах, в гуцульской деревне на польско-румынской границе на Покутье. Ольга, дочь священника перед смертью своего отца обещает выйти замуж за его друга Мартина Погодняка, польского офицера местной пограничной заставы. Однако позже она влюбляется в «благородного разбойника» Ивана Семенюка. Со временем они понимают, что не могут жить друг без друга, и решают бежать, но жена грабителя Маричка выдает их планы офицеру.

## Украинский перевод
- 1956, Киев, «Радянський письменник». Перевод Степана Трофимука и его жены Оксаны.[3][4]
- 1959, Киев, «Дніпро». Тот же перевод. 50 000 экземпляров.[5]

## Экранизация
- 1989 год, «Горы дымят» (укр. «Гори димлять»), двухсерийный телефильм режиссера Бориса Небиеридзе, студия «Укртелефильм».